# 似䱻小鰾鮈
似䱻小鰾鮈（学名：Microphysogobio labeoides）为輻鰭魚綱鯉形目鲤科小鰾鮈屬的鱼类，分布於亞洲寮國、越南及中國海南島，本魚唇有乳頭狀突起，下唇具有一個中央的葉，它本身縱向地分開；6個分枝的臀鰭鰭條，沿著側邊具一列不規則的黑色斑塊，體長可達9.2公分，棲息在礫石底質且流速較快的溪流。

## 扩展阅读
維基物種上的相關：似䱻小鰾鮈